# Associazione Sportiva Cittadella 2009-2010
Questa voce raccoglie le informazioni riguardanti l'Associazione Sportiva Cittadella nelle competizioni ufficiali della stagione 2009-2010.

## Stagione
Nella stagione 2009-2010 il Cittadella disputa il campionato cadetto, raccoglie 66 punti, che valgono il sesto posto, con diritto a giocarsi i Play-off. Nella prima giornata di campionato la formazione veneta viene sconfitta a Brescia (1-0), seguono poi alcune vittorie tra cui il derby col Vicenza vinto (2-1) e quella all'8ª giornata col Lecce, proveniente l'anno precedente dalla Serie A, battuta (3-0) con gol di Oliveira, autogol di Fabiano e gol di Pettinari. Dopo questo successo il Cittadella si ritrova decima in classifica dopo 8 giornate con una prima parte di stagione positiva. Dopo la vittoria a Salerno contro la Salernitana (1-2), la formazione granata ottiene un pareggio interno nel derby con il Padova (1-1) ed una vittoria per allontanarsi ulteriormente dalla zona retrocessione (1-3) a Mantova alla 16ª giornata.
Al termine del girone di andata con 28 punti è decima. Nella 21ª giornata al Tombolato la squadra di Claudio Foscarini batte (2-0) il Torino con reti di Ardemagni e Pettinari. La formazione veneta inizia bene così anche il girone di ritorno, ed alla 26ª giornata sconfigge (1-0) la Reggina, grazie al gol del nuovo acquisto Bellazzini. Nella 29ª giornata il Cittadella batte nuovamente il Lecce (1-5), e successivamente, battendo in casa (1-0) la Salernitana, vince la quinta partita consecutiva (record assoluto per la squadra in Serie B), ritrovandosi al sesto posto. Dopo una striscia positiva di 13 partite e grazie alla vittoria tennistica sul Mantova (6-0), la squadra è salita al 3º posto, prima di subire due sconfitte di fila. Con il successo (3-0) nello scontro diretto contro il Crotone il Cittadella raggiunge i Play-off proprio ai danni dei pitagorici. Ma nel doppio spareggio della semifinale Play-off viene eliminato dal Brescia, in perfetta parità, entrambe (0-1), ma con il Brescia terzo in campionato, rispetto al sesto posto dei granata.

## Organigramma societario
Area direttiva
- Presidente: Andrea Gabrielli

Area tecnica
- Allenatore: Claudio Foscarini
- Allenatore in seconda: Giulio Giacomin
- Preparatore atletico:  Andrea Redigolo
- Preparatore dei portieri: Piero Gennari

Area sanitaria
- Responsabile: Elisabetta Zordanazzo
- Medici sociali: Laura Brusamolin

## Rosa
| N. |                   | Ruolo | Calciatore          |
| -- | ----------------- | ----- | ------------------- |
| 1  | Italia (bandiera) | P     | Andrea Pierobon     |
| 2  | Italia (bandiera) | D     | Andrea Manucci      |
| 3  | Italia (bandiera) | D     | Nicolò Cherubin     |
| 4  | Italia (bandiera) | D     | Edoardo Gorini      |
| 5  | Italia (bandiera) | C     | Manuel Iori         |
| 5  | Italia (bandiera) | D     | Gianluca Nocentini  |
| 6  | Italia (bandiera) | D     | Matteo Teoldi       |
| 7  | Italia (bandiera) | C     | Fabio Giordano      |
| 7  | Italia (bandiera) | A     | Antimo Iunco        |
| 8  | Italia (bandiera) | C     | Roberto Musso       |
| 9  | Italia (bandiera) | A     | Davis Curiale       |
| 10 | Italia (bandiera) | A     | Joachim De Gasperi  |
| 12 | Italia (bandiera) | P     | Marco Trivellato    |
| 13 | Italia (bandiera) | C     | Davide Carteri      |
| 14 | Italia (bandiera) | C     | Riccardo Martignago |

| N. |                      | Ruolo | Calciatore            |
| -- | -------------------- | ----- | --------------------- |
| 15 | Italia (bandiera)    | D     | Andrea Pisani         |
| 16 | Italia (bandiera)    | C     | Tommaso Bellazzini    |
| 18 | Italia (bandiera)    | D     | Francesco Battaglia   |
| 20 | Brasile (bandiera)   | A     | Diego Santos Oliveira |
| 21 | Italia (bandiera)    | C     | Daniele Dalla Bona    |
| 22 | Italia (bandiera)    | D     | Emanuele Pesoli       |
| 23 | Italia (bandiera)    | P     | Simone Villanova      |
| 24 | Italia (bandiera)    | C     | Alberto Marchesan     |
| 27 | Italia (bandiera)    | C     | Leonardo Pettinari    |
| 31 | Italia (bandiera)    | C     | Ivan Castiglia        |
| 33 | Argentina (bandiera) | C     | Julián Magallanes     |
| 45 | Italia (bandiera)    | C     | Nicola Vaccari        |
| 63 | Italia (bandiera)    | A     | Matteo Ardemagni      |
| 81 | Italia (bandiera)    | C     | Gennaro Volpe         |
| 85 | Paraguay (bandiera)  | D     | Josè Luis Colman      |

## Calciomercato
| Arrivi | Arrivi             | Arrivi     | Arrivi     |
| R.     | Nome               | da         | Modalità   |
| ------ | ------------------ | ---------- | ---------- |
| C      | Julián Magallanes  | Vicenza    | prestito   |
| D      | Gianluca Nocentini | Taranto    | definitivo |
| A      | Samuele Cerroni    | Colleferro | prestito   |

## Risultati

### Campionato

#### Girone di andata
| Arbitro: | Giannoccaro (Lecce) |

|          |           |  |
| Bega 36’ | Marcatori |  |

| Arbitro: | Calvarese (Teramo) |

|                             |           |               |
| Pettinari 30’ Ardemagni 38’ | Marcatori | 7’ Bergamelli |

| Arbitro: | Candussio (Cervignano del Friuli) |

|            |           |  |
| Djuric 41’ | Marcatori |  |

| Arbitro: | Baracani (Firenze) |

|           |           |             |
| Iunco 87’ | Marcatori | 31’ Pinilla |

| Arbitro: | Tozzi (Ostia Lido) |

|             |           |            |
| Capelli 18’ | Marcatori | 71’ Pesoli |

| Arbitro: | Pinzani (Empoli) |

|                         |           |           |
| Iunco 64’ Ardemagni 88’ | Marcatori | 48’ Botta |

| Arbitro: | Guida (Torre Annunziata) |

|                                                          |           |                                  |
| Eder 12’ (rig.), 52’ Cherubin 43’ (aut.) Marianini 90+1’ | Marcatori | 2’ (rig.), 76’ Iunco 40’ Curiale |

| Arbitro: | Ciampi (Roma) |

|                                             |           |  |
| D. Oliveira 23’ Ardemagni 63’ Pettinari 90’ | Marcatori |  |

| Arbitro: | Baracani (Firenze) |

|                 |           |                             |
| Fava Passaro 2’ | Marcatori | 38’ Pettinari 80’ Ardemagni |

| Arbitro: | Pinzani (Empoli) |

|                      |           |                 |
| Ardemagni 87’ (rig.) | Marcatori | 81’ Moscardelli |

| Arbitro: | Candussio (Cervignano del Friuli) |

|            |           |  |
| Riccio 45’ | Marcatori |  |

| Arbitro: | Mazzoleni (Bergamo) |

|            |           |              |
| Pesoli 86’ | Marcatori | 52’ Italiano |

| Arbitro: | Giancola (Vasto) |

|               |           |              |
| Antenucci 58’ | Marcatori | 78’ Cherubin |

| Arbitro: | Calvarese (Teramo) |

|                    |           |                            |
| Curiale 39’ (rig.) | Marcatori | 39’ (rig.), 45+3’ Ginestra |

| Arbitro: | Doveri (Roma) |

|                        |           |  |
| Testini 73’ Godeas 81’ | Marcatori |  |

| Arbitro: | Gallione (Alessandria) |

|            |           |                                     |
| Carrus 19’ | Marcatori | 44’ Ardemagni 67’ (rig.), 78’ Iunco |

| Arbitro: | Guida (Torre Annunziata) |

|                      |           |             |
| Ardemagni 29’ (rig.) | Marcatori | 47’ Troiano |

| Arbitro: | Nasca (Bari) |

|                                  |           |           |
| Basso 62’ (rig.) Santoruvo 90+4’ | Marcatori | 63’ Iunco |

| Arbitro: | Orsato (Schio) |

|                 |           |  |
| Ardemagni 90+2’ | Marcatori |  |

| Arbitro: | Velotto (Grosseto) |

|                 |           |                  |
| Mendicino 90+5’ | Marcatori | 68’ (rig.) Iunco |

| Arbitro: | Banti (Livorno) |

|                             |           |  |
| Ardemagni 19’ Pettinari 32’ | Marcatori |  |

#### Girone di ritorno
| Arbitro: | Pierpaoli (Firenze) |

|                      |           |                     |
| Ardemagni 85’ (rig.) | Marcatori | 45+1’ A. Caracciolo |

| Arbitro: | Gallione (Alessandria) |

|                              |           |  |
| Cellini 45’ (rig.) Cisse 90’ | Marcatori |  |

| Arbitro: | Nasca (Bari) |

|           |           |             |
| Iunco 77’ | Marcatori | 5’ G. Greco |

| Arbitro: | Guida (Torre Annunziata) |

|                                         |           |  |
| Pinilla 26’, 76’ (rig.) L. Vitiello 77’ | Marcatori |  |

| Arbitro: | Calvarese (Teramo) |

|                |           |  |
| Bellazzini 79’ | Marcatori |  |

| Arbitro: | Giancola (Vasto) |

|  |           |                               |
|  | Marcatori | 59’ (rig.) Pesoli 90+5’ Iunco |

| Arbitro: | Orsato (Schio) |

|                    |           |              |
| Ardemagni 23’, 63’ | Marcatori | 73’ Fabbrini |

| Arbitro: | Doveri (Roma) |

|                   |           |                                                 |
| Corvia 69’ (rig.) | Marcatori | 9’, 48’ Ardemagni 19’, 34’ Bellazzini 22’ Iunco |

| Arbitro: | Calvarese (Teramo) |

|               |           |  |
| Ardemagni 13’ | Marcatori |  |

| Arbitro: | Pinzani (Empoli) |

|                 |           |               |
| Moscardelli 48’ | Marcatori | 62’ Ardemagni |

| Cittadella 27 marzo 2010, ore 15:30 32ª giornata | Cittadella    | 0 – 0 | Sassuolo | Stadio Piercesare Tombolato\| Arbitro: \| Ciampi (Roma) \| |
| Arbitro:                                         | Ciampi (Roma) |       |          |                                                            |

| Arbitro: | Rosetti (Torino) |

|                                     |           |                                    |
| Di Nardo 64’ Vantaggiato 77’ (rig.) | Marcatori | 44’ (rig.) Pesoli 52’ (rig.) Iunco |

| Arbitro: | Velotto (Grosseto) |

|                             |           |  |
| Ardemagni 3’ Bellazzini 90’ | Marcatori |  |

| Arbitro: | Pierpaoli (Firenze) |

|               |           |                                   |
| Di Carmine 2’ | Marcatori | 90+1’ De Gasperi 90+4’ Bellazzini |

| Arbitro: | N. Stefanini (Prato) |

|                              |           |  |
| Bellazzini 25’ Pettinari 61’ | Marcatori |  |

| Arbitro: | Tozzi (Ostia Lido) |

|                                                           |           |  |
| Ardemagni 11’ Bellazzini 26’, 34’, 53’ Pettinari 37’, 85’ | Marcatori |  |

| Arbitro: | Romeo (Verona) |

|                          |           |           |
| Diagouraga 20’ Bruno 38’ | Marcatori | 13’ Volpe |

| Arbitro: | De Marco (Chiavari) |

|  |           |              |
|  | Marcatori | 64’ Stellone |

| Arbitro: | Ciampi (Roma) |

|                                 |           |                                         |
| Mastronunzio 12’ Miramontes 71’ | Marcatori | 43’, 66’ (rig.) Ardemagni 55’ Pettinari |

| Arbitro: | Rizzoli (Bologna) |

|                                         |           |  |
| Bellazzini 7’ Ardemagni 31’ (rig.), 55’ | Marcatori |  |

| Arbitro: | Romeo (Verona) |

|                |           |  |
| Belingheri 18’ | Marcatori |  |

### Play-off
| Arbitro: | Rocchi (Firenze) |

|  |           |            |
|  | Marcatori | 88’ Mareco |

| Arbitro: | Banti (Livorno) |

|  |           |             |
|  | Marcatori | 90’ Curiale |

### Coppa Italia
| Arbitro: | Pierpaoli (Firenze) |

|                            |           |  |
| Cherubin 59’ Ardemagni 79’ | Marcatori |  |

| Arbitro: | Doveri (Roma) |

|                              |           |           |
| Pettinari 84’ Ardemagni 100’ | Marcatori | 48’ Pesce |

| Arbitro: | Celi (Campobasso) |

|                |           |  |
| Bogliacino 27’ | Marcatori |  |